# Egyesült Vegyiművek
Az Egyesült Vegyiművek (rövidítése: EVM) egy vegyipari vállalat  volt Budapest XVII. kerületében. Az 1980-as években Magyarország legnagyobb vállalatai közé tartozott. [forrás?]

## Fekvése
Telephelye Régiakadémiatelep nyugati szélén, a Cinkotai út 26. sz. alatt található. 

## Története
Telephelyén 1941-ben létesült a Magyar Vegyiművek Rt, a Magyar Ruggyantaárugyár Rt és a Péti Nitrogénművek Rt. állami támogatású közös beruházásaként, szintetikus gumi gyártására. A második világháború vége felé a gyár berendezéseit a németek leszerelték és nyugatra akarták szállítani, azonban a szerelvény Sárvárnál elakadt. A berendezéseket a nyilasok gyújtották fel 1945 márciusában.
1956-ban a Magyar Vegyiművekhez csatolták az Ip. Segédanyaggyárat. Az így létrejött Ipari Segédanyagok Gyárának nevét 1957-ben változtatták Egyesült Vegyiművekre. A vállalathoz csatolták 1966-ban a Kőbányai Műanyaggyár két telephelyét is. Az Egyesült Vegyiművek elsősorban háztartás-vegyipari termékek gyártásával foglalkozott. Az állami vállalatot privatizálták. A cseh, majd ismét magyar tulajdonba került társaság, amelynek egy ideig ügyvezetője volt Fabriczki András, az MSZP egykori pénztárnoka is, nagy összegű veszteséget halmozott fel. 2013-ban még három műszakban folyt a termelés, decemberben azonban leállt a gyártelepen a termelő tevékenység.

## Termékei
- Wu2
- Caola
- BIP
- Ultra termékcsalád (1968-tól)
- műanyagipari lágyítók és habosítók (1969-től)
- emulgeátorok (1979-től)